# Mitsubishi 4G9

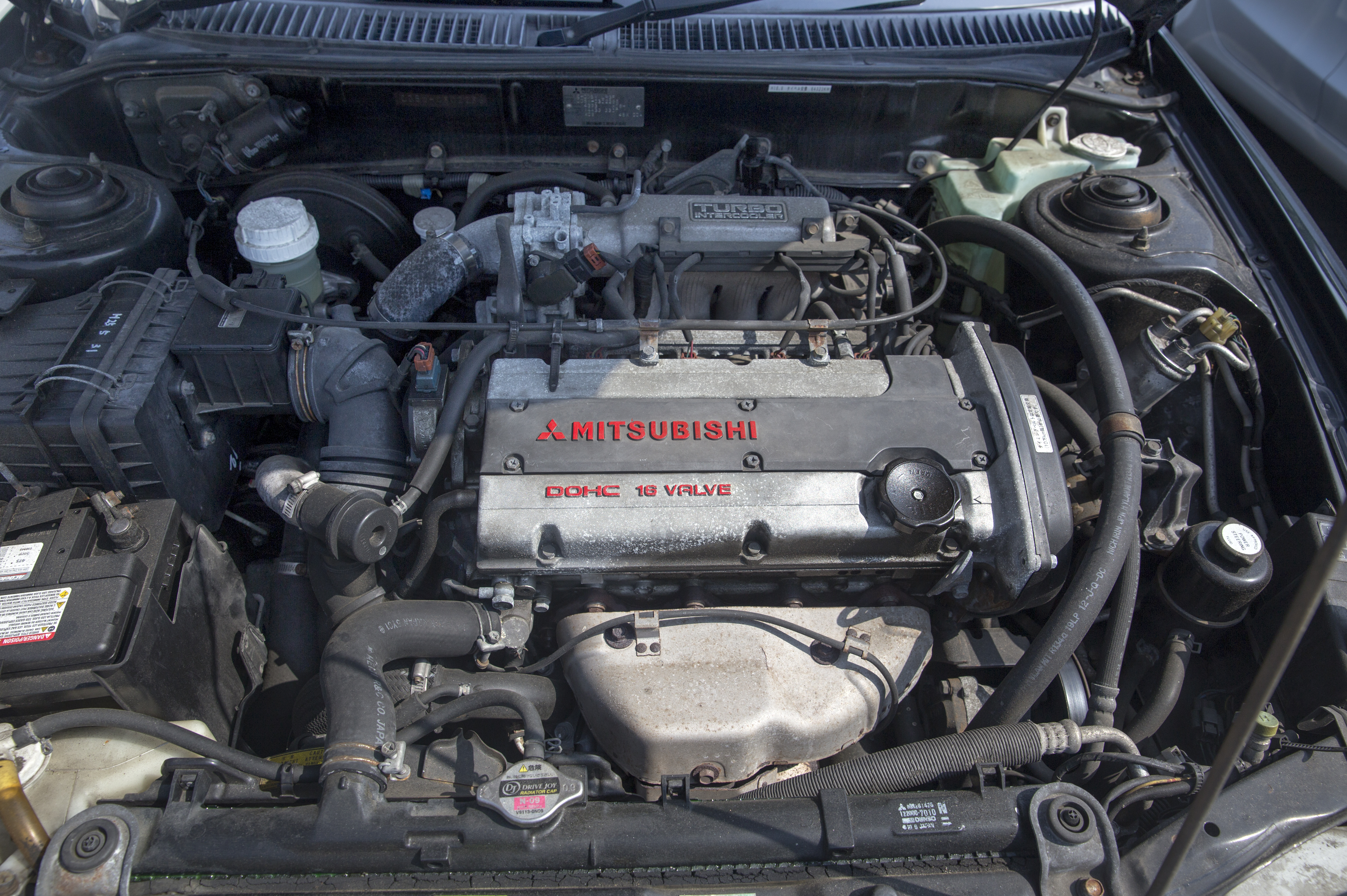
Mitsubishi 4G93T

Mitsubishi 4G9 — серия рядных четырёхцилиндровых бензиновых двигателей внутреннего сгорания, производящихся Mitsubishi Motors с 1991 по 2007 год с добавлением системы непосредственного впрыска топлива в августе 1996 года.

## 4G91
- Диаметр цилиндра × ход поршня: 78,4 × 77,5 мм
- Объём: 1,5 л (1496 см3)
- Степень сжатия: 9,5:1
- Клапанный механизм: DOHC
- Мощность: 97—115 л. с. при 6000 об/мин
- Крутящий момент: 126—135 Н·м при 3500—5000 об/мин
- Годы производства: 1991—1995

## 4G92
- Диаметр цилиндра × ход поршня: 81 × 77,5 мм
- Объём: 1,6 л (1597 см3)
- Степень сжатия: 11,0:1
- Клапанный механизм: DOHC, SOHC
- Мощность: 113—170 л. с. при 7000—7500 об/мин
- Крутящий момент: 149—167 Н·м при 4000—7000 об/мин

## 4G93
- Диаметр цилиндра × ход поршня: 81 × 89 мм
- Объём: 1,8 л (1834 см3)
- Степень сжатия: 10,0:1
- Клапанный механизм: DOHC, SOHC
- Мощность: 101—195 л. с. при 3500—6500 об/мин
- Крутящий момент: 154—177 Н·м при 3000—6500 об/мин

## 4G94
- Диаметр цилиндра × ход поршня: 81,5 × 95,8 мм
- Объём: 2,0 л (1999 см3)
- Степень сжатия: 9,5:1; 11,0:1
- Мощность: 125—145 л. с. при 5200—5700 об/мин
- Крутящий момент: 176—191 Н·м при 3750—5700 об/мин